# Suroasso
Suroasso fou un antic estat de Sumatra, annexionat per Holanda el 1821 i esdevingut un districte de la regència de Bengkulis a la residència de la Costa Oriental.
El 1680 el nominal sobirà de Menangkabau, Yang di Pertuan Alif, va morir, i el regne va acabar dividit en cinc parts que van formar cinc nous estats, una de les quals era Suroasso. El sobirà Yang-di-pertuan Sultan Krayahan Alam fou enderrocat per la secta dels padris vers 1820 i va cedir la sobirania als holandesos per tractat de 1821. A la seva mort el mateix 1821 l'estat fou annexionat. La seva nissaga va subsistir i encara està representada.